# Santa Cruz Zenzontepec
Santa Cruz Zenzontepec è un comune del Messico, situato nello stato di Oaxaca.